# Gatwick Express
Le Gatwick Express est un service de navette ferroviaire offrant une liaison cadencée entre la gare de Londres Victoria et l'aéroport de Londres Gatwick en Angleterre. C'est aussi le nom de la société d'exploitation ferroviaire constituée pour exploiter la concession du même nom. Cette société dépend du groupe Southern.

## Service ferroviaire

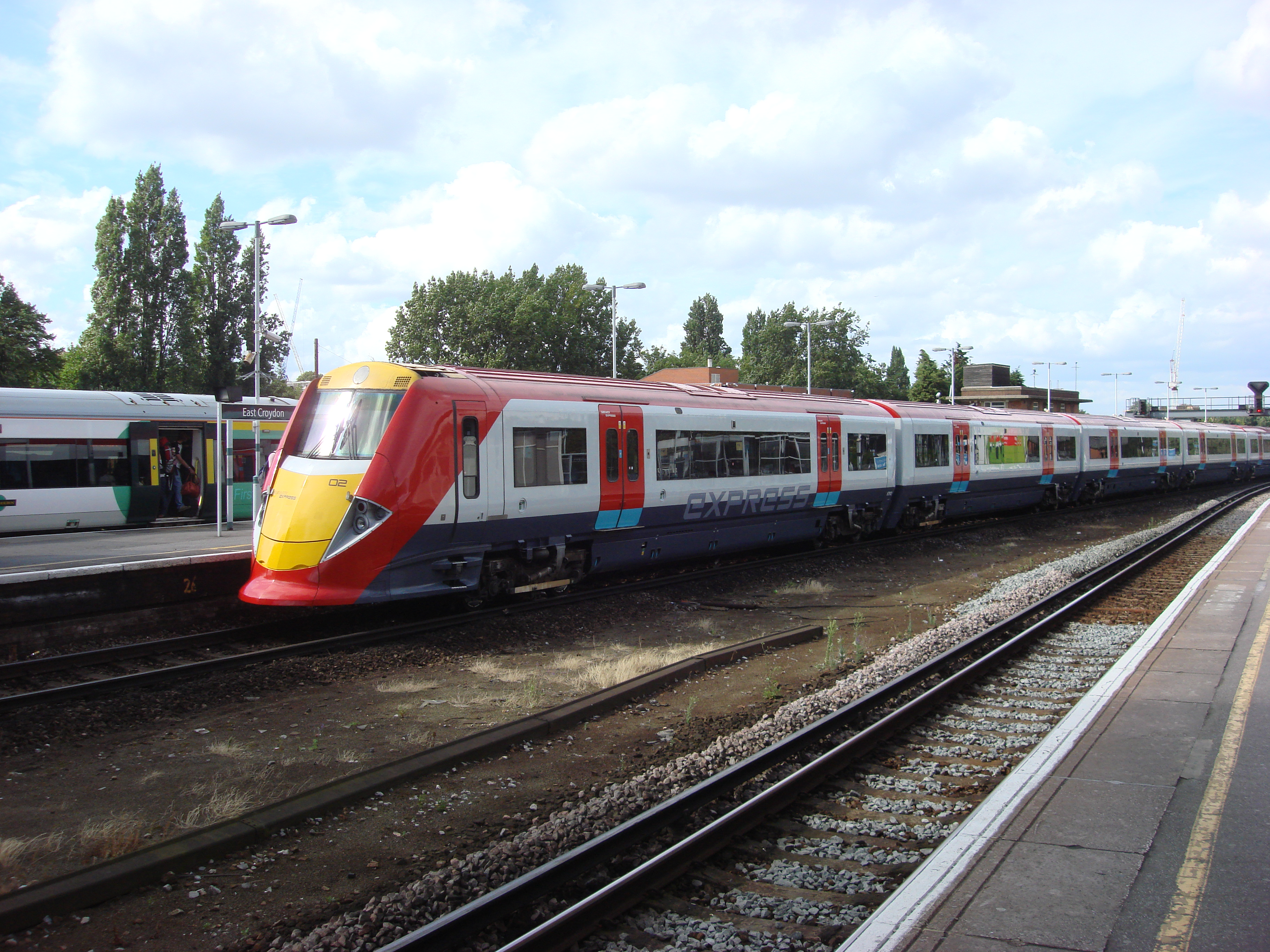
Gatwick Express passant près de la gare d'East Croydon

Le service est permanent et offre un départ toutes les quinze minutes en période de pointe et toutes les trente minutes le reste du temps.
Le temps de parcours est d'environ une demi-heure.
Les billets peuvent être achetés à l'avance ou sur place.
Deux classes sont disponibles : First Class (première classe) et Express Class (seconde classe).
Ce service a provoqué fin 2004 quelques polémiques, certains exploitants ferroviaires estimant que les trains étant souvent à moitié vides, il occupait inutilement des sillons sur une ligne qui figure parmi les plus occupées du pays. La SRA (Strategic Rail Authority) envisage d'intégrer ce service dans une concession existante, celle de la ligne Londres - Brighton dans le but de réduire la congestion des trains de banlieue. Cette idée est fermement combattue par l'exploitant ferroviaire actuel, ainsi que par BAA, l'autorité gestionnaire de l'aéroport (British airports authority), qui craignent que le service offert aux usagers de l'aéroport soit dégradé du fait de la promiscuité avec le trafic de banlieue.

## Matériel roulant

### Matériel actuel
| Nom du train | Modèle | Motorisation | Vitesse  | Année de construction | Année d'introduction |
| ------------ | ------ | ------------ | -------- | --------------------- | -------------------- |
| Class 387    |        | électrique   | 170 km/h | 2015-2016             | 2016                 |

### Matériel historique
| Nom du train      | Modèle | Motorisation                                                             | Vitesse  | Année de construction | Année d'introduction |
| ----------------- | ------ | ------------------------------------------------------------------------ | -------- | --------------------- | -------------------- |
| Class 402 (2-HAL) |        | électrique                                                               | 120 km/h | 1938-1948             | 1958                 |
| Class 427 (4 VEG) |        | électrique                                                               | 145 km/h | 1967-1974             | 1978                 |
| Class 73          |        | bimode (électrique et diesel)                                            | 145 km/h | 1965-1967             | 1984                 |
| Class 488         |        | non (encadrées par une locomotive Class 73 et une automotrice Class 489) | 145 km/h | 1973                  | 1984                 |
| Class 489 (GLV)   |        | électrique                                                               | 145 km/h | 1959 /                | 1984                 |
| Class 460         |        | électrique                                                               | 160 km/h | 1999-2001             | 2000-2005            |
| Class 442         |        | électrique                                                               | 160 km/h | 1987-1989             | 2008-2009            |